# Il est toujours 20 heures dans le monde moderne
Il est toujours 20 heures dans le monde moderne est un album du groupe Tanger, sorti en 2008.

## Liste des pistes
| #  | Titre de la chanson               | Auteurs et compositeurs                                                                               | Durée | Musiciens |
| -- | --------------------------------- | --- | ----- | --- |
| 1  | Le Cyclotron                      | Philippe Pigeard Philippe Pigeard / Christophe Van Huffel                                             | 03:36 | Philippe Pigeard : voix, programmation, synthés Christophe Van Huffel : guitares, programmation, synthés Didier Perrin : basse Ivo Abadie : batterie                                                                          |
| 2  | Roulette Russe Et Poing Américain | Philippe Pigeard Philippe Pigeard / Christophe Van Huffel / Didier Perrin                             | 03:38 | Philippe Pigeard : voix, chœurs Christophe Van Huffel : guitares, programmation, chœurs Didier Perrin : basse Ivo Abadie : batterie Renaud Pion : sax ténor & baryton                                                         |
| 3  | La Fée De La Forêt                | Philippe Pigeard Philippe Pigeard / Christophe Van Huffel / Didier Perrin                             | 04:39 | Philippe Pigeard : voix, programmation, synthés Christophe Van Huffel : guitares, programmation, synthés Didier Perrin : basse Ivo Abadie : batterie                                                                          |
| 4  | Il y a Un Ange                    | Philippe Pigeard Philippe Pigeard / Christophe Van Huffel / Didier Perrin                             | 04:23 | Philippe Pigeard : voix, chœurs, célesta Christophe Van Huffel : programmations, guitare électrique Didier Perrin : guitare acoustique Ivo Abadie : batterie                                                                  |
| 5  | L'Homme Statue                    | Philippe Pigeard Philippe Pigeard / Christophe Van Huffel / Didier Perrin / Renaud Pion               | 02:54 | Philippe Pigeard : voix, célesta, chœurs Christophe Van Huffel : guitares, chœurs Didier Perrin : basse Ivo Abadie : batterie Renaud Pion : sax ténor & baryton                                                               |
| 6  | Sur La Banquise                   | Philippe Pigeard Philippe Pigeard / Christophe Van Huffel / Didier Perrin                             | 04:25 | Philippe Pigeard : voix, programmation, synthés Christophe Van Huffel : guitares, programmation, synthés Didier Perrin : basse - Ivo Abadie : batterie Renaud Pion : ewi Gaëlle Salomon : percussions Céline Mouzard : chœurs |
| 7  | Météorites                        | Philippe Pigeard Philippe Pigeard / Christophe Van Huffel                                             | 05:26 | Philippe Pigeard : voix, programmation, synthés Christophe Van Huffel : guitares, programmation, synthés Didier Perrin : basse Ivo Abadie : batterie Renaud Pion : arrangements sax ténor & baryton, ewi                      |
| 8  | Parti Chercher Des Cigarettes     | Philippe Pigeard / Nina Morato Philippe Pigeard / Christophe Van Huffel / Didier Perrin / Nina Morato | 04:25 | Philippe Pigeard, Nina Morato : voix Christophe Van Huffel : guitares, programmation, synthés Didier Perrin : basse Ivo Abadie : batterie Guillaume Méténier : orgue B3, rhodes Renaud Pion : sax électrique                  |
| 9  | Time Tunnel                       | Philippe Pigeard Philippe Pigeard / Christophe Van Huffel                                             | 03:25 | Philippe Pigeard : voix, chœurs Christophe Van Huffel : guitares, programmation, synthés Didier Perrin : basse Sébastien Buffet : batterie Renaud Pion : sax ténor & baryton                                                  |
| 10 | Le Bon Usage Du Vent              | Philippe Pigeard Philippe Pigeard / Christophe Van Huffel                                             | 04:14 | Philippe Pigeard : voix Christophe Van Huffel : piano, programmation, arrangements cordes Renaud Pion : flûte, arrangements clarinettes Steve Argüelles : batterie                                                            |